# Bożena Galas-Zgorzalewicz
Bożena Maria Galas-Zgorzalewicz (zm. 4 lipca 2024) – polska lekarka, neurolog, profesor, członek PAN.

## Życiorys
Pracowała w Katedrze i Klinice Neurologii Wieku Rozwojowego na Wydziale Nauk o Zdrowiu Uniwersytetu Medycznego im. Karola Marcinkowskiego w Poznaniu, oraz była sekretarzem Komitetu Nauk Neurologicznych PAN.

## Odznaczenia
- Złoty Krzyż Zasługi (2003)[4]